# Nerf intercosto-brachial
Les nerfs intercosto-brachiaux sont des branches cutanées des deuxième et troisième nerfs intercostaux.

## Origine et trajet

### Premier nerf intercosto-brachial
Le premier nerf intercosto-brachial (ou rameau perforant du deuxième nerf intercostal) est la branche cutanée latérale du deuxième nerf intercostal.
Il traverse les muscles intercostal externe et le dentelé antérieur, traverse l'aisselle jusqu'au côté médial du bras et se joint à un filament du nerf cutané brachial médial. Il perce alors le fascia, et alimente la peau de la moitié supérieure de la partie médiale et postérieure du bras, communiquant avec la branche cutanée brachiale postérieure du nerf radial.
La taille du nerf intercosto-brachial est en relation inverse avec celle du nerf cutané brachial médial.

### Nerf intercosto-brachial accessoire
Le deuxième nerf intercosto-brachial (ou nerf intercosto-brachial accessoire ou rameau perforant du troisième nerf intercostal)  est inconstant et correspond à la branche cutanée latérale du troisième nerf intercostal qui innerve l'aisselle et le côté médial du bras.

## Aspect clinique
Le premier nerf intercosto-brachial est souvent la source de douleurs présentées comme cardiaques.